# Rue Paul-Cavaré
La rue Paul-Cavaré est une voie de communication de Rosny-sous-Bois.

## Situation et accès

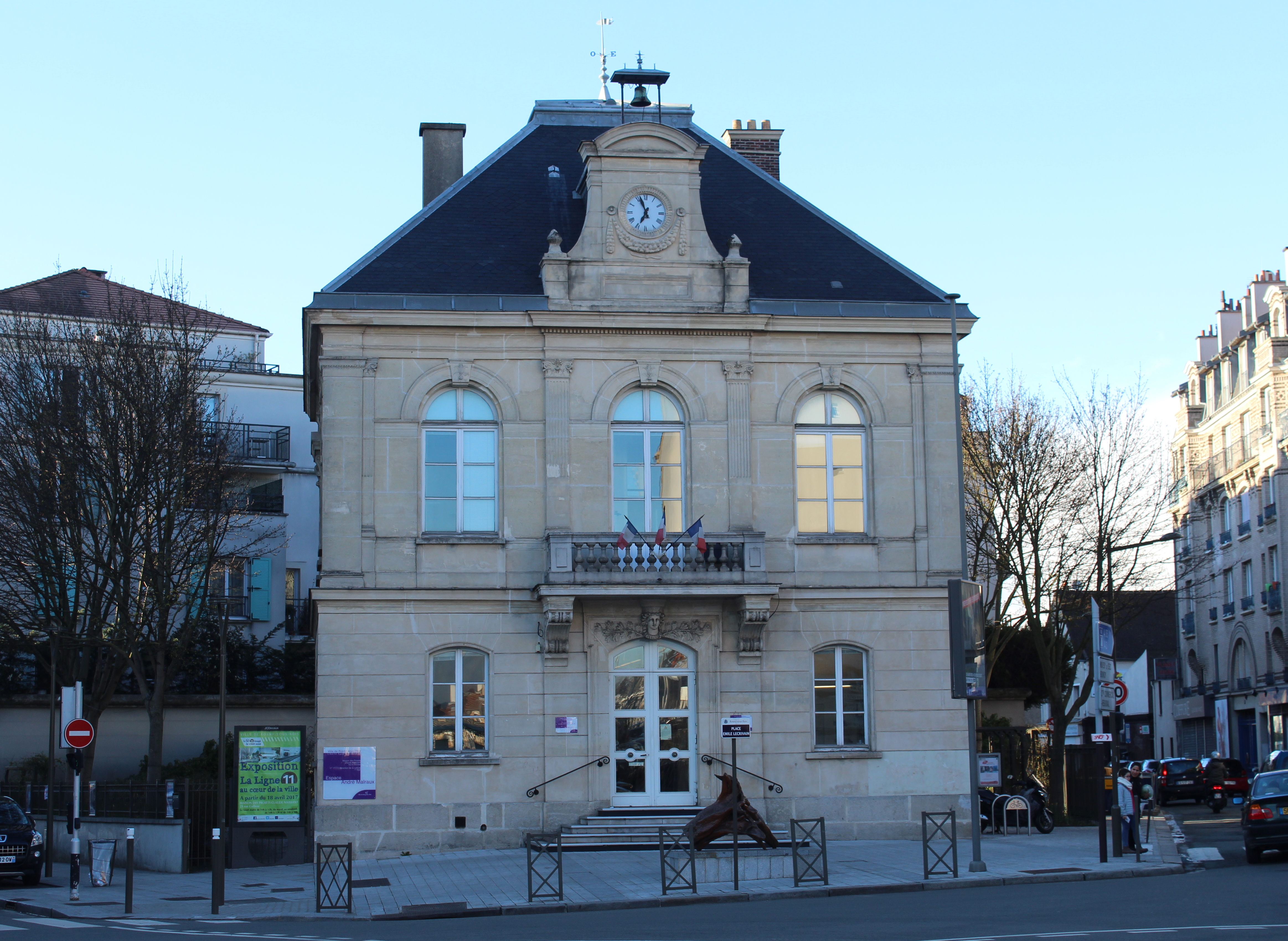
Ancienne Mairie de Rosny-sous-Bois, sur la place Émile-Lécrivain.

La partie Nord de la rue, qui correspond à sa partie la plus ancienne, part de l'église et rejoint la place Émile-Lécrivain, où se rencontrent la rue du Général-Gallieni, la rue du Maréchal-Maunoury et la rue du Docteur-Seyer.
À partir de cette place, dans sa partie Sud, elle suit le tracé de la route nationale 186. Après avoir franchi, sur un pont, la ligne de Paris-Est à Mulhouse-Ville, elle passe le croisement de l'avenue Jean-Jaurès, de l'avenue Lech-Walesa et de la rue du Général-Leclerc (anciennement rue de Neuilly), où se trouve le square Richard-Gardebled.

## Origine du nom

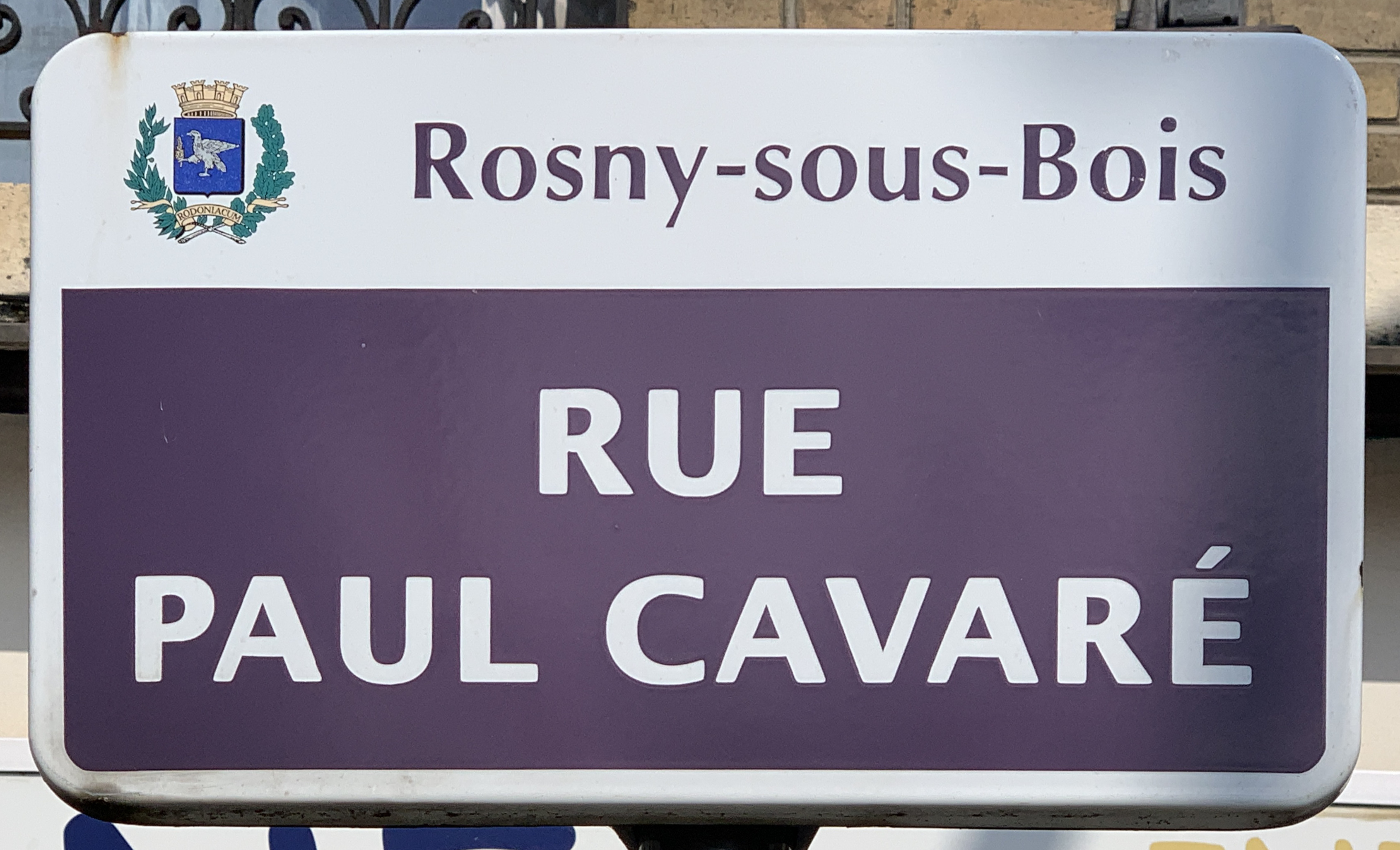
Plaque Rue Paul Cavaré, 2021.

À la suite d'une délibération du 30 décembre 1899, cette rue est nommée en hommage à Paul Cavaré, ingénieur, conseiller général du Gers de 1870 à 1886, maire de la ville de 1871 à 1888.
Ce nom est aussi donné, de fait, au pont qui franchit la voie ferrée.

## Historique

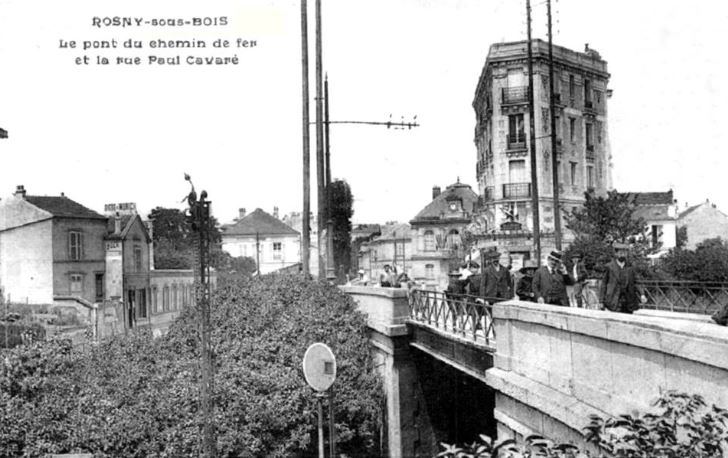
Rue Paul-Cavaré et pont du Chemin-de-Fer, sur la ligne de Paris à Mulhouse.

De par sa situation près du centre historique, la rue fait partie des plus anciennes voies de la ville. Des fouilles archéologiques ont mis au jour une occupation datant de l'époque mérovingienne.
En 2006, lors de la construction d'un immeuble, des fouilles de l'Institut national de recherches archéologiques préventives, dirigées par Claude Héron ont pu établir que les maisons les plus récentes remontent au XVIIIe siècle, et les plus anciennes au Xe siècle.

## Bâtiments remarquables et lieux de mémoire
- Église Sainte-Geneviève ;
- Gare de Rosny-sous-Bois ;

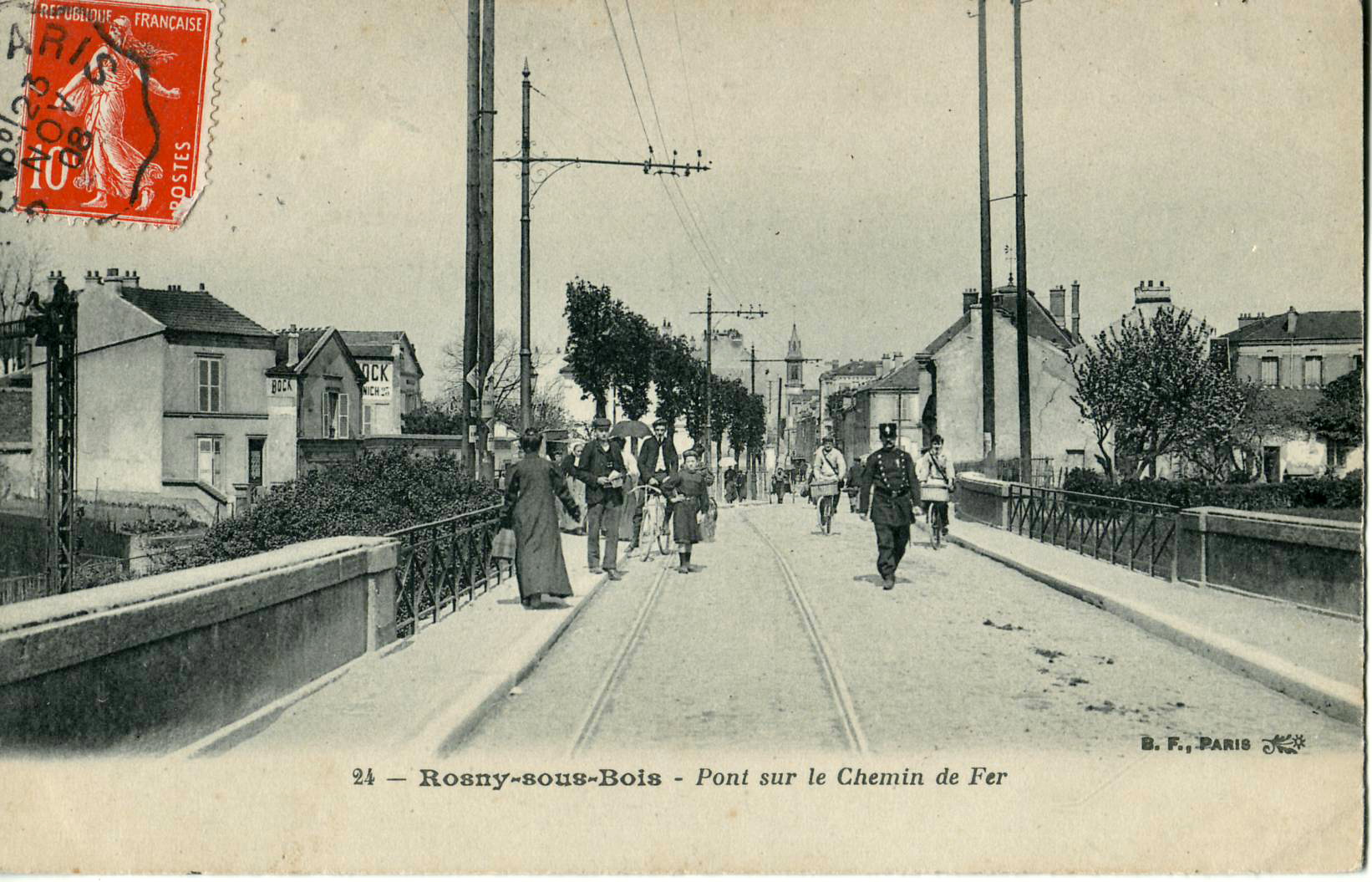
Pont sur la voie ferrée, vers 1900.

- Ancien hôtel de ville, place Émile-Lécrivain.